# Cura (pera)
Pera de Cura (en Francia su país de origen 'Curé') es una variedad cultivar de pera europea Pyrus communis. Esta pera está cultivada en la colección de la Estación Experimental Aula Dei (Zaragoza) designada como: 'de Cura'. Esta pera también está cultivada en diversos viveros entre ellos algunos dedicados a conservación de árboles frutales en peligro de desaparición. Esta pera está muy difundido su cultivo en España, aunque es originaria de Indre (Francia). En España tuvo su mejor época de cultivo comercial en la década de 1960, y actualmente en menor medida aún se encuentra.

## Sinonimia
- "Curé" en Francia,[9][6]
- "Cura, del" en E.E. de Aula Dei (Zaragoza) España,[1][10]
- "Agua Alargada",[11]
- "Larga de Agua"",[12]
- "Belle Adrienne",
- "Belle de Berry",
- "Belle de Clion",
- "Belle Éloïse",
- "Bon Papa",
- "Comice de Toulon",
- "Cueillette d'Hiver",
- "Curette",
- "Pastorenbirne" en Alemania,
- "Flaschenbirne" en Baviera,
- "Caßler y Glockenbirne" en Hessen,
- "Frauenschenkel" en Baden,
- "Zapfenbirne" en Elsass,
- "Pradello de Catalogne" en Italia,
- "Vicar of Winkfield" en Inglaterra.

## Historia
'Pera de Cura' es una pera de origen en Berrychonne, fue descubierta en los "bosques de Fromenteau" por el sacerdote (Curé) de Villiers-en-Brenne.
La fruta fue encontrada por casualidad, en 1760 por el Sr. Leroy, párroco de Villiers-en-Brenne, cerca de Clion (Indre). André Leroy, viverista y autor del famoso Diccionario de Pomología, afirma, en 1867, que tomó vástagos directamente del árbol madre de Clion para distribuir el "Curé".
Con y sin la ayuda de André Leroy, de Indre, la pera "Curé" se extendió rápidamente por Francia y luego por todo el mundo. Rápidamente se convirtió en la pera francesa más estimada de su época.
Consta una descripción del fruto: Leroy, 1867 : 610; Hedrick, 1921 : 226; Kessler 1949 : 111; Baldini y Sacaramuzzi, 1957 : 300, y en E. E. Aula Dei.
En España 'Pera de Cura' está considerada incluida en las variedades locales autóctonas muy antiguas, cuyo cultivo se centraba en comarcas muy definidas. Se caracterizaban por su buena adaptación a sus ecosistemas y podrían tener interés genético en virtud de su adaptación. Se encontraban diseminadas por todas las regiones fruteras españolas, aunque eran especialmente frecuentes en la España húmeda. Estas se podían clasificar en dos subgrupos: de mesa y de cocina (aunque algunas tenían aptitud mixta).
'Pera de Cura' es una variedad clasificada como de mesa, difundido su cultivo en el pasado por los viveros comerciales y cuyo cultivo en la actualidad se ha reducido a huertos familiares y jardines privados.

## Características

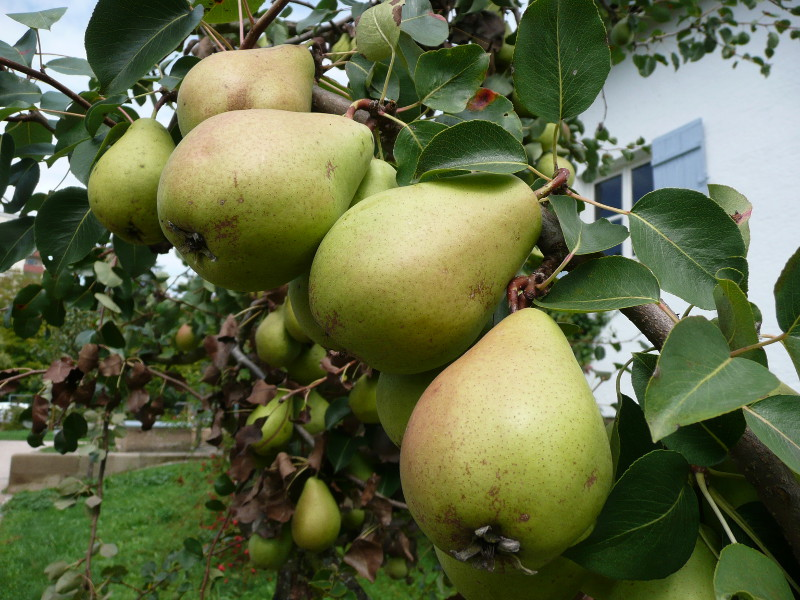
La pera de Cura en el árbol.

El peral de la variedad 'Cura' tiene un vigor Medio; florece a inicios de mayo; tubo del cáliz en embudo con conducto estrecho, de longitud variable, y con pistilos verdes.
La variedad de pera 'Cura' tiene un fruto de tamaño medio a grande; forma piriforme alargada, con cuello largo, poco acentuado, generalmente doblado o retorcido en el ápice, formando una giba, contorno irregular; piel áspera, seca, rara vez un poco untuosa; con color de fondo amarillo verdoso o amarillo claro, sin chapa o poco extensa, sonrosada o carmín claro, presentando punteado abundante, ruginoso-"russeting" a veces con aureola verdosa, en algunos frutos línea ruginosa, más o menos marcada, desde el pedúnculo al ojo, "russeting" (pardeamiento áspero superficial que presentan algunas variedades) débil; pedúnculo medio o largo, fino, algo engrosado en su extremo superior y carnoso en la base, fibroso, retorcido y más o menos curvo, implantado oblicuo, a un lado de la gibosidad del cuello, a veces como prolongación del fruto, cavidad del pedúnculo nula o formada por un pequeño repliegue en la base del pedúnculo, e importancia del "russeting" en cavidad peduncular débil; anchura de la cavidad calicina estrecha, poco profunda, a veces casi superficial, con el borde ligeramente ondulado; ojo grande, abierto; sépalos largos de puntas estrechas, extendidos, pegados a la cavidad formando estrella. En muy raros casos el ojo es caduco.
Carne de color blanco amarillento; textura medio firme, algo pastosa o harinosa, poco jugosa; sabor característico de la variedad, ligeramente aromático, bueno, aunque a veces es astringente; corazón mediano, estrecho, fusiforme. Eje estrecho, abierto o cerrado. Celdillas bastante alargadas, con mucha frecuencia los frutos sólo tienen 4 y aún 3 carpelos. Semillas de tamaño medio, largas y estrechas, más o menos espolonadas, de color castaño amarillento o rojizo, no uniforme, con mucha frecuencia abortadas.
La pera 'Cura' tiene una época de maduración y recolección muy tardía en otoño-invierno. Se usa como pera de mesa fresca, y en cocina para hacer jaleas.